# مونوشبل
مونوشبٍل (به مجاری:  Mónosbél) یک شهرداری در مجارستان است که در ناحیه بلاپاتفالوا واقع شده‌است. مونوشبل ۱۴٫۲۴ کیلومتر مربع مساحت و ۴۲۷ نفر جمعیت دارد.